# Morophagoides moriutii
Morophagoides moriutii är en fjärilsart som beskrevs av Robinson 1986. Morophagoides moriutii ingår i släktet Morophagoides och familjen äkta malar. Inga underarter finns listade i Catalogue of Life.